# Fuga de la prisión de Acre

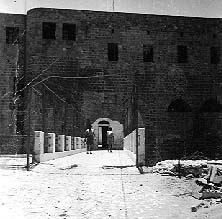
La prisión de Acre en 1947.

La fuga de la prisión de Acre (hebreo: הפריצה לכלא עכו) fue una operación ejecutada por el Irgún el 4 de mayo de 1947 durante la época del Mandato Británico, en el que sus miembros irrumpieron en la cárcel de Acre destruyendo el muro sur y liberando a varios de sus compañeros encarcelados.

## Antecedentes
Durante el Mandato Británico, la ciudadela de la antigua ciudad de Acre fue utilizada como prisión en la que fueron encarcelados muchos árabes como criminales o por participar en la Revuelta Árabe. También hubo prisioneros judíos, en su mayoría presos políticos o miembros de la Haganá, el Lehi y el Irgún. En total, en la prisión hubo 700 prisioneros árabes y 90 prisioneros judíos. 
El 19 de abril de 1947 Dov Gruner y otros tres miembros del Irgún (Yehiel Dresner, Mordechai Alkahi y Eliezer Kashani) fueron capturados por los británicos y posteriormente ahorcados en la prisión de Acre, convirtiéndose así en los primeros mártires del Irgún. Dov Gruner en un emisión radial manifestó que el ejército británico y la Administración del Mandato eran simples "organizaciones criminales". 

## Preparativos

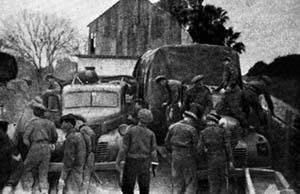
Miembros del Irgún camuflados como soldados británicos.

Investigaciones de inteligancia realizadas por el Irgún descubrieron un punto débil en la ciudadela: el muro del lado derecho por encima de un baño turco. 
La destrucción del muro, que en un principio fue prevista para abril, fue finalmente pospuesta para el domingo 4 de mayo de 1947, a las 4 p. m., el mismo día en que la Asamblea General de Naciones Unidas se reuniría para discutir la cuestión del conflicto en Palestina. 
La preparación logística fue compleja. El Irgún compró un camión, un jeep, dos camionetas militares y vehículos civiles, todos camuflados imitando pertenecer al ejército inglés. Los uniformes del ejército también fueron adquiridos. A su vez, se consiguió vestimenta civil con el propósito de ayudar a los escapados a asimilarse a la población.
El Irgún ingresó de contrabando en la prisión una carga de TNT que se utilizó para hacer 30 granadas de mano y dos potentes bombas, cada una con un peso de un kilogramo, lo necesario para derribar los muros de la prisión. 

## La operación

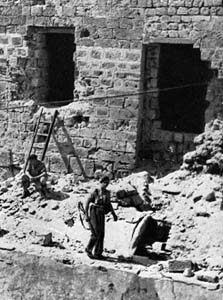
El muro de la prisión después de la fuga.

El domingo 4 de mayo de 1947, a las 14:00 una unidad de ingeniería militar del Irgún, bajo el mando de Dov Salomon y Yehuda Apiryon, estaba en camino al cercano baño turco, disfrazados de técnicos de telefonía, para así poder ingresar con escaleras, TNT, cuerdas y todo el equipo necesario para la fuga. Mientras tanto, otros miembros del Irgún vigilaban el entorno de la prisión, disfrazados en los convoyes militares británicos. Un tercer grupo de combatientes, armados con rifles y morteros, rodeó en anillos humanos a todos los cuarteles militares británicos de los alrededores de la zona para evitar que llegaran refuerzos del enemigo una vez comenzara la operación.
La incursión se produjo a las 16:22 con una enorme explosión que conmocionó la prisión. Uno de los presos, Michael Eshbal, voló las rejas del corredor, mientras que otro grupo de prisioneros retrasó a los guardias británicos con granadas de mano y la quema de barricadas. 
Treinta y cuatro combatientes atacaron la prisión. En el curso de la fuga el comandante de la operación y otros dos miembros de las fuerzas atacantes fueron muertos. Otros cinco combatientes fueron capturados por los británicos junto con ocho fugados. 28 miembros presos del Irgún y el Lehi lograron escapar, mientras que otros 182 prisioneros árabes aprovecharon la oportunidad y la confusión producida por la batalla para huir también. 

## Repercusiones

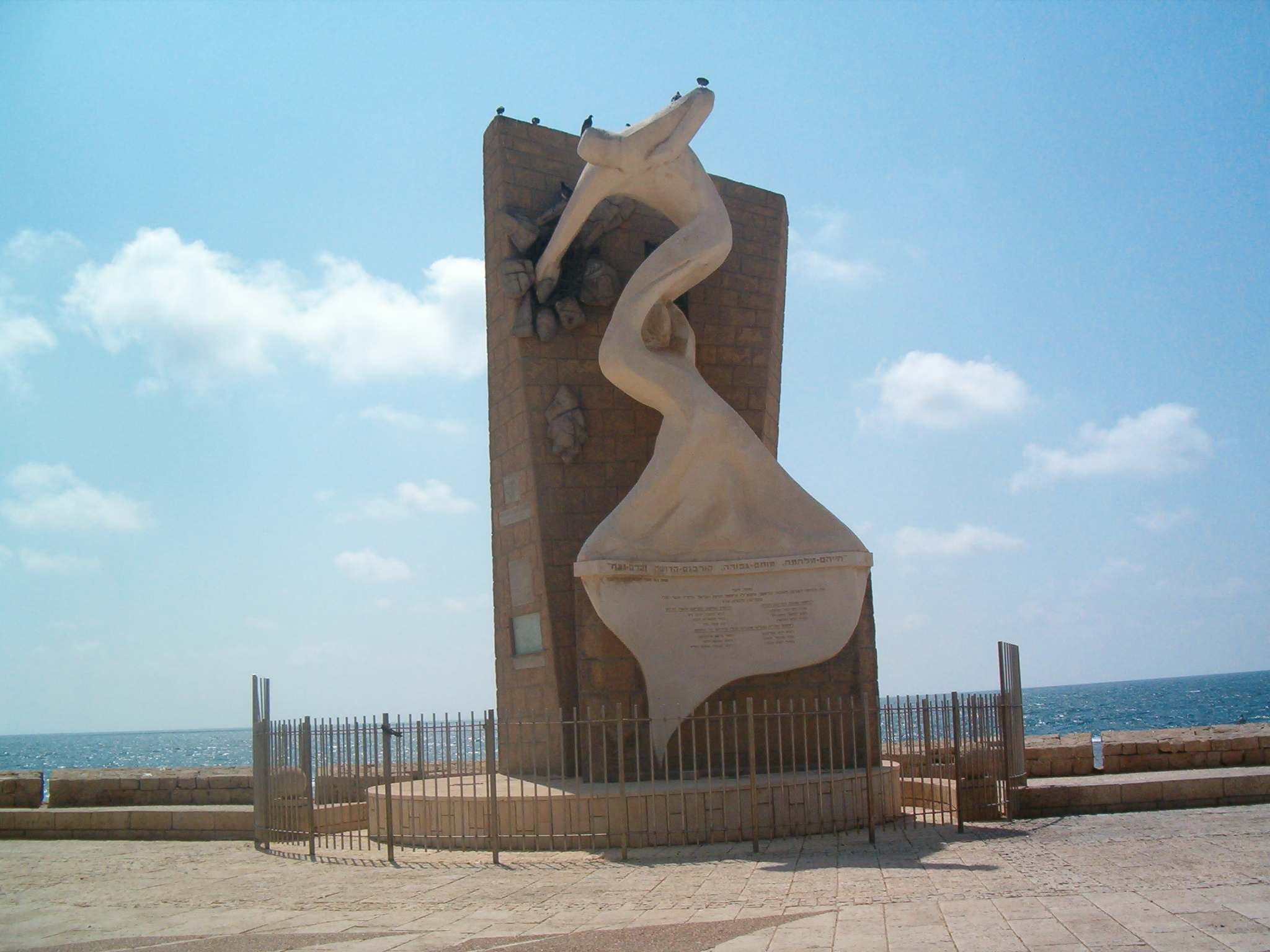
Monumento en el Parque Acre conmemorando la acción.

El The New York Herald Tribune escribió que la organización clandestina había llevado a cabo "una ambiciosa misión, su mayor desafío hasta la fecha"; mientras que en la Cámara de los Comunes, Oliver Stanley preguntó qué medidas el gobierno de Su Majestad tenía previsto adoptar ya que "a la luz de los acontecimientos en la cárcel de Acre, el prestigio británico había quedado reducido a un nadir."
La Agencia Judía llamó a la destrucción del muro como "un irresponsable acto suicida", mientras que el comandante del Irgun Menájem Beguin lo consideró como un acto de heroísmo.
Tres de los cinco hombres capturados fueron condenados a muerte. El Irgún secuestró a dos sargentos británicos y amenazó con ejecutarlos si los británicos cumplían la ejecución de la sentencia. Los británicos no se dieron por vencidos ejecutando a los condenados. En respuesta, el Irgún cumplió con su amenaza, ahorcando a los dos sargentos.
La destrucción del muro de la prisión de Acre, sumada a otras operaciones, tuvo un fuerte efecto moral en el Yishuv y en la lucha por la independencia de Israel. Estas operaciones se considera que dañaron gravemente el prestigio británico, acelerando así la fundación de la comisión UNSCOP encargada de resolver el problema de Palestina.
La operación fue conmemorada posteriormente con un monumento en el Parque de Acre.